# Svenska Västindien
Svenska Västindien bestod av öarna Saint-Barthélemy och Guadeloupe. Guadeloupe var bara formellt svenskt. Inga svenskar vistades på ön under den tiden, och den fortsatte styras av brittiska guvernörer.

## Guadeloupe
Guadeloupe var svenskt i fjorton månader, åren 1813–1814. Ön tillhörde bara den svenske kungen personligen.
Britterna gav ön till Sverige under Napoleonkrigen som ersättning för egendomsförluster som kunde drabba kronprinsen Karl XIV Johan till följd av alliansen mot Napoleon. 
Frankrike fick tillbaka ön vid freden i Paris 1814. Storbritannien kompenserade då det svenska kungahuset med 24 miljoner guldfranc efter ett avtal den 13 augusti 1814. Ersättningen grundade den så kallade Guadeloupefonden.

## Saint-Barthélemy
Saint-Barthélemy var svenskt åren 1784–1878, alltså 94 år. Huvudstaden hette och heter fortfarande Gustavia, döpt efter Gustav III. 
Gustav III ville göra Sverige åter till en stormakt med kolonier. Kolonier på den tiden var en symbol för makt och prestige. Han blev inspirerad av Danmark som hade flera vinstbringande öar i Västindien: Saint John, Saint Thomas och Saint Croix. 
Han började förhandla med Nederländerna om de skulle kunna tänka sig att lämna ifrån sig någon ö i Ostindien, men de ville inte lämna ifrån sig någonting. Han försökte sig på många öar, men det blev samma svar. 
Förhandlingarna om Puerto Rico, som var spanskt, såg väldigt lovande ut under många år. Gustav III hade kontakt med en agent, Andrew Orr, som lurades och sa att spanjorerna var villiga att släppa ön till Sverige. Men när man pratade med den spanska kronan var dessa uppgifter som herr Orr hade lämnat till Gustav III falska.
Till slut var Frankrike villigt att lämna ifrån sig Saint-Barthélemy mot att de fick handelsrättigheter i Göteborg. 
Svenska Västindiska Kompaniet skötte handeln på ön från år 1785-1805, tills de gick i konkurs. 
Sverige använde kolonin som en frihamn. Ekonomin var till en början god, särskilt under kriget mellan Storbritannien och USA år 1812-1814. Sverige kunde då utnyttja hamnen i Gustavia för amerikanerna. Den utsattes dock för orkaner flera gånger och massor med hus förstördes. När britterna sedan öppnade sina hamnar för amerikanerna förlorade Saint-Barthélemy sin betydelse. 1878 såldes den tillbaka till Frankrike för 300 000 riksdaler. Det svenska kolonialäventyret var slut.

## Tobago
Sverige har även gjort ett misslyckat försök att kolonisera Tobago år 1733.